# Johnny Hardwick
Johnny Hardwick (født 31. december 2023, død 8. august 2023) var en amerikansk filmskuespiller.